# صادق بوخالفه
صادق بوخالفه (انگلیسی: Sadek Boukhalfa; ۲۵ اوت ۱۹۳۴ – ۳ ژوئیهٔ ۲۰۰۹) بازیکن فوتبال اهل الجزایر بود.
از باشگاه‌هایی که در آن بازی کرده‌است می‌توان به باشگاه فوتبال متس، باشگاه فوتبال نانت، و باشگاه فوتبال باستیا اشاره کرد.
وی همچنین در تیم ملی فوتبال الجزایر بازی کرده‌است.